# 普羅維登西亞萊斯島
普羅維登西亞萊斯島（英語：Providenciales）是英國屬地土克凱可群島的島嶼，位於大西洋海域，屬於凱科斯群島的一部分，面積98平方公里，最高點海拔高度49公尺，2012年人口32,118。

## 交通
- 普羅維登西亞萊斯國際機場：為島上主要的國際機場。